# ポラリスの涙
「ポラリスの涙」（ポラリスのなみだ）は、日本のバンド音速ラインの11枚目のシングルである。2008年9月24日発売。発売元はユニバーサルミュージック/NAYUTAWAVE RECORDS。

## 概要
- 通常盤と初回限定盤の二種リリース。初回限定盤はアニメ「テレパシー少女「蘭」」の絵柄のくるみタスキ仕様。
- PVには、下宮里穂子、星野みづき、岩佐真悠子、田中要次、山本真由美らが出演。
- カップリングには音速ラインの前身バンド「スーパーリラックス」のセルフカバー「思い出して」と「ナツメ」のアコースティックバージョンを収録。

## 収録曲
全作詞・作曲：藤井敬之

### 通常盤
1. ポラリスの涙(4:04)
編曲：音速ライン・中村太知
2. 思い出して(3:57)
編曲：音速ライン
3. ナツメ（アコースティック・ヴァージョン）(3:55)
編曲：中村太知

### 初回限定盤
1. ポラリスの涙(4:02)
2. 逢いたい ASAP Ver.(3:55)
編曲：棚橋UNA信仁

## 収録アルバム

### ポラリスの涙
- オリジナル『風恋花凛』（2008年10月22日）
- ベスト『おとし玉～ベリー ベスト オブ 音速ライン』（2009年1月14日）

### 思い出して
- ベスト『風味絶佳～音速ライン レア・トラック集～』（2009年12月16日）

## タイアップ
- ポラリスの涙：NHK教育テレビ『テレパシー少女「蘭」』エンディングテーマ。